# Küstenkarte
Als Küstenkarte wird in der nautischen Navigation eine großmaßstäbige Seekarte eines Küstengewässers bezeichnet.
Küstenkarten zeigen neben den allgemeinen Inhalten nautischer Karten alle Details der Küste, u. a.
- genaue Tiefenlinien, Meeresboden, Flussmündungen
- Landmarken aller Art, Peilhilfen, Deckpeilung bei Hafeneinfahrten
- Fahrwasser und alle Seezeichen, genaue Gezeitentafeln usw.

Die Maßstäbe sind 1:100.000 und größer, in schwierigen Revieren auch bis zu 1:25.000.